# Batalla de Márinka (2022-2023)
La batalla de Márinka fue un enfrentamiento que tuvo lugar en la ciudad de Márinka entre las Fuerzas Armadas de Rusia y las fuerzas separatistas de la República Popular de Donetsk contra las Fuerzas Armadas de Ucrania. El bombardeo de la ciudad se intensificó entre el 17 y el 22 de febrero de 2022, cuando Rusia reconoció a la RP de Donetsk como Estado soberano, y la lucha comenzó en la ciudad el 17 de marzo del mismo año.
En junio de 2015, Márinka había sido escenario de una batalla de un día en el contexto de la guerra del Dombás, el primer conflicto serio después de la firma de Minsk II en febrero del mismo año, en la que las fuerzas ucranianas retuvieron un ataque de las milicias de la RP de Donetsk.

## Preludio
El bombardeo inicial de Márinka comenzó el 17 de febrero, cuando las fuerzas de la RP de Donetsk hirieron a un trabajador humanitario. Los bombardeos comenzaron alrededor de las 9:30 a. m. y terminaron a las 2:30 p. m., con alrededor de 20 explosiones en total. Los bombardeos se intensificaron en los días previos a la invasión rusa de Ucrania en 2022, matando a dos soldados ucranianos e hiriendo a cuatro más.

## Batalla
La lucha por la ciudad en sí comenzó alrededor del 17 de marzo de 2022, cuando el Ministerio de Defensa de Rusia afirmó falsamente que las fuerzas de la RP de Donetsk habían capturado Márinka. El 30 y 31 de marzo, los servicios de emergencia ucranianos extinguieron "docenas de incendios" que se habían iniciado en la ciudad debido a las municiones de fósforo blanco de las fuerzas rusas.
A mediados de abril, durante el comienzo de la batalla del Dombás, las fuerzas rusas y de la RPD intensificaron las operaciones ofensivas y lanzaron múltiples ataques contra Márinka. El 17 de abril, dos personas murieron y cuatro resultaron heridas después de que las fuerzas rusas bombardearan la ciudad. Dos días después, el 19 de abril, las fuerzas ucranianas recuperaron el control total de Márinka después de un ataque ruso fallido el día anterior. Las fuerzas ucranianas repelieron los ataques rusos a la ciudad el 23, 25 y 26 de abril.
Tras el final del asedio de Mariúpol, la ISW informó el 20 de mayo que las fuerzas rusas y de la RPD reenfocaron sus esfuerzos hacia Márinka, asignando más fuerzas tras el final del asedio de Mariúpol. A lo largo de mayo, el sur de Márinka cambió entre el control ucraniano y ruso a medida que se intensificaban los combates. Ucrania repelió más ataques rusos el 25 de junio. El Ministerio de Defensa ruso afirmó el 3 de julio que la 54.ª Brigada Mecanizada de Ucrania perdió "más del 60 % de su personal y equipo" durante los enfrentamientos en Márinka, aunque estas afirmaciones no pudieron ser verificadas.
La lucha se intensificó desde finales de julio hasta principios de agosto, comenzando con un ataque ruso fallido en Márinka el 11 de julio. Dos asaltos más ocurrieron el 30 de julio y el 1 de agosto, con poco éxito. El 5 de agosto, las fuerzas de la RPD y Wagner afirmaron controlar la mitad de Márinka. Las fuerzas rusas asaltaron Márinka nuevamente el 25 de agosto, aunque no lograron avances. A lo largo de agosto, las fuerzas rusas lograron avances incrementales en Márinka. El Instituto para el Estudio de la Guerra informó que la línea del frente en Márinka se estancó en gran medida durante septiembre y octubre.
A partir de principios de noviembre, los combates se intensificaron nuevamente con fuentes prorrusas que afirmaban ganancias marginales en la ciudad, aunque sin evidencia visual. Para el 13 de diciembre, las fuerzas de la RPD rusa controlaban el 70% de Márinka, y las fuerzas ucranianas controlaban la mitad occidental de la ciudad más allá de la calle Druzhba. El presidente de la RPD, Denis Pushilin, afirmó que las fuerzas rusas "pronto" tomarían el control de Márinka. El gobernador del óblast de Donetsk, Pavlo Kyrylenko, declaró el 22 de diciembre que Márinka y las áreas circundantes eran "inhabitables" y que "no hay ni una sola casa sobreviviente". El 24 de diciembre, el Ministerio de Defensa ruso afirmó haber logrado avances dentro de Márinka, aunque las fuerzas ucranianas están profundamente atrincheradas en el centro de la ciudad. Ucrania afirmó haber repelido los ataques rusos en Márinka.
El primero de diciembre del 2023, un video que posteriormente fue geolocalizado mostraba al estandarte de la victoria, usado siempre por Rusia en la Operación militar especial, siendo izada en un edificio en ruinas en la parte más occidental de Marinka, las coordenadas del lugar donde la bandera se izó son las siguientes: 47.9455520, 37.4847957.
Si bien varias fuentes prorrusas afirman la captura total de la ciudad, varias señalan que aún es prematuro hablar de eso pues no necesariamente toda la aldea se halla bajo control ruso y aún faltan zonas por limpiar.}
El 13 de diciembre de 2023, fuentes prorrusas afirmaron que las zonas más occidentales de Marinka que aún estaban en control de las AFU, quedaron limpias, también se lograron progresos en los flancos de la ciudad en dirección a la aldea vecina de "Pobeda".
El 24 de diciembre del 2023 las Fuerzas Armadas de la Federación Rusa afirmaron haber capturado la totalidad del territorio correspondiente a la ciudad limpiando incluso las zonas no urbanas de la ciudad y alrededores.
Imágenes geolocalizadas publicadas al día siguiente, el 25 de diciembre, respaldaron aún más que las fuerzas rusas habían avanzado en los últimos focos de resistencia que quedaban en las secciones al norte de la ciudad.  Al día siguiente, el 26 de diciembre, el comandante en jefe ucraniano, general Valerii Zaluzhnyi, declaró que las fuerzas ucranianas se habían retirado a las afueras de la ciudad, "y en algunos lugares ya más allá de los límites del asentamiento", estableciendo una nueva línea defensiva fuera de la ciudad. El general Zaluzhnyi añadió que Márinka "ya no existe" después de haber sido destruida "calle a calle" durante la batalla y que aunque mantener el territorio era vital, "las vidas de nuestros combatientes son más importantes para nosotros", indicando que el coste de mantener posiciones defensivas dentro de la zona era demasiado elevado.

## Impacto
Casi todo Márinka ha sido destruido en los combates. La plaza del pueblo está completamente destruida, la cúpula dorada de la iglesia local está parcialmente derretida y el centro cultural de Márinka ha sido destruido. La escuela primaria de la ciudad, la escuela Márinka No.1, está destruida, con el centro juvenil cercano, destruido en algún momento antes del 15 de abril y solo queda una pared en pie.
El 3 de noviembre, Ucrania afirmó haber evacuado a la población civil de Márinka, que ascendía a unas 9.400 personas antes de la guerra. Los esfuerzos de evacuación fueron realizados por el grupo de paramédicos ucranianos White Angels.